# Vlado Ríša
Vlado Ríša (* 16. dubna 1949, Rožňava) je česky píšící překladatel a spisovatel především žánru fantasy původem ze Slovenska. Část svých knih vydal pod pseudonymem Richard D. Evans. Pracoval v nakladatelství Mladá fronta. V roce 2010 se stal šéfredaktorem časopisu XB-1.

## Život

### Učitel a vědec
Vlado Ríša se narodil roku 1949 na Slovensku v Rožňavě, ale většinu života prožil v Čechách. Roku 1973 ukončil v Praze studium na VŠCHT (obor anorganická chemie) a na škole působil do roku 1974 jako odborný asistent. V letech 1975 až 1987 pracoval v Ústavu jaderného výzkumu v Řeži jako vědecký pracovník výroby a výzkumu radiofarmak a současně učil na středních školách. Od roku 1987 od roku 1990 se věnoval postgraduálnímu studiu pedagogiky a psychologie na Pedagogické fakultě Univerzity Karlovy, kde opět pracoval jako odborný asistent. Roku 1987 vydal odbornou vysokoškolskou učebnici Teorie a metodika ochrany proti zbraním hromadného ničení. V roce 1990 přešel do Mladé fronty do časopisu Ikarie, kde postupně přešel z pozice manažera do pozice šéfredaktora v níž setrval až do ukončení vydávání Ikarie v roce 2010. Zasadil se o vznik pokračování SF časopisu, tentokrát pod názvem XB - 1. Je jeho spoluvastníkem.

### Československý fandom
Protože rád četl i sci-fi příběhy a jezdil na setkání jejich příznivců (cony), v roce 1990 založil Vlado Ríša nakladatelství Golem Ríša zaměřené na vydávání sci-fi a fantasy literatury. Od roku 1991 byl zaměstnán v nakladatelství Mladá fronta, nejprve jako redaktor a od roku 1993 jako šéfredaktor časopisu Ikarie (v letech 1992-1994 byl dokonce ředitelem vydavatelství). Ikarii převzal od Ondřeje Neffa. Po zániku Ikarie začal jakožto šéfredaktor spolu s dalšími redaktory vydávat od prosince 2010 nástupnický časopis XB-1.
Vlado Ríša debutoval roku 1982 povídkou Světlé koridory, vydanou v časopise Technický týdeník. Svůj první fantasy román Gooka a dračí lidé napsal roku 1991 společně s Evou Hauserovou a Ondřejem Neffem a vydal pod pseudonymem Richard D. Evans. Část svých knih vydal pod tímto pseudonymem. Kromě toho působil jako překladatel z ruštiny, je editorem vícero antologií fantasy a sci-fi povídek a pravidelně se jako porotce zúčastňuje vrcholného setkání českých a slovenských fanoušků science-fiction, fantasy a hororu Parcon (Byl do roku 2017 jedním z pěti Parcoránů, což jsou lidé, kteří se zúčastnili všech Parconů). Zúčastňuje se i mnoha dalších akcí (povídání o Ikarii, autorská čtení a tak podobně).

### Rodina zájmy
Vlado Ríša je rozvedený a má jednoho syna Jakuba (narozen 1987).
Přes 55 let hrál závodně basketbal, nyní hraje už jen za veterány (9 titulů Mistra republiky, 4. místo na Mistrovství světa veteránů (2012), 4. místo na Mistrovství Evropy veteránů (2013), rád létal na ultralightu, který jednu dobu vlastnil společně s několika přáteli.

## Dílo

### Povídky
- Světlé koridory (Technický týdeník 1982, č.40, 1993),
- Vtip (ABC 1983, č. 2),
- Zima (ABC 1987, č. 15),
- Honzova první cesta (deník Mladá fronta, 9.3.1987),
- Dračí vejce (Ikarie, 1992, č. 2,1993),
- Ona se vrátí... (Alena) (sbírka povídek Beta Draconis, Winston Smith, 1993)
- Drana a Perx (sbírka povídek Beta Draconis, Winston Smith, 1993)
- Honzova druhá cesta (sbírka povídek Beta Draconis, Winston Smith, 1993)
- Případ společnosti Red Sun (sbírka povídek Beta Draconis, Winston Smith, 1993)
- Jora ze Sinope (Ikarie, 1993, č. 7),
- Kal Gore Proup a indiáni (Ikarie, 1994, č. 7),
- Oledny a věkaři (Ikarie, 1994, č. 12),
- Potíže s žepajem (Ikarie, 1999, č. 3),
- Stvůra z Půlnočního lesa, (antologie Conan v bludišti zrcadel, 2001),
- Případ Terrasomharpin (antologie 2101: Česká odysea, 2002),
- Anděl posledního soudu (antologie 10 x Anděl posledního soudu, 2003),
- Vlkodlak (antologie 2003: Česká fantasy, 2003),
- Sandyho pomsta (antologie Punk Fiction, 2004),
- Pás démonů (antologie Kostky jsou vrženy, 2005),
- Případ inspektora Břízy (měsíčník Softwarové noviny, 2005),
- Pták Noh (antologie 2005: Česká fantasy, 2006),
- Třetí Honzova cesta (antologie Sorry, vole, error, 2007),
- Závodník (antologie Časovír, 2008),
- Šmejdi (antologie Roboti a lidi, Mladá fronta, 2009)
- Taková malá mise (antologie Svůj svět si musíme zasloužit, Triton, 2008)
- Dračí meč (antologie Legendy draci, Straky na vrbě, 2010)
- Křižák a saracén (antologie Zabij/zachraň svého mimozemšťana, MF, Praha 2010
- Pohled z okna (antologie Pramlok, Netopejr a Nová vlna, 2011)
- Série třináct (antologie Mrtvý v parovodu, XB-1, 2012)
- Grimoár (antologie Prokleté knihovny, Straky na vrbě, 2013)
- Grimoár 2 -Gonyalax (antologie Excelsior, gentlemani, Straky na vrbě, Praha, 2014).
- Na dvě píštaly se špatně píská (Agent JFK 33: Soumrak světů, Praha 2014).
- Trable s čarodějkou (Bájná stvoření, Konektor XB1, Praha 2016).
- Stíhačka (Space opera, Konektor XB1, Praha 2017).
- Případ inspektora Břízy (Duše plná slov, Obec spisovatelů, Praha 2017).
- Pohár pro vítěze (Space opera, Konektor XB1, Praha 2018)
- Pruflasis a já (Praga Caput Regni, Straky na vrbě, Praha 2019)
- Boží Vánoce (Krvavé Vánoce, Časopis XB-1 a Golem Ríša, Praha 2021)
- Boží spravedlnost (časopis XB-1 4/2022)
- Anděl, démon a já (Andělé a démoni, Časopis XB-1 a Golem Ríša, Praha 2023)
- České diamanty (Hrdinové českých zemí, Brokilon, Praha 2023)

### Knihy
- Gooka a dračí lidé, Golem Ríša, Praha 1991, jako Richard D. Evans (společně s Evou Hauserovou a Ondřejem Neffem), dobrodružný fantasy román, jejímž hrdinou není svalnatý bojovník, ale obtloustlý, intelektuální mužík jménem Gooka, který putuje fantaskním světem a prožívá v duchu pikareskního románu jedno dobrodružství za druhým. Do konečné knižní podoby jim pomohl román upravit Ondřej Neff. Kniha se dočkala herní adaptace.
- Conan a krvavá hvětda, Dnes, Praha 1992, jako Richard D. Evans, román,
- Gooka a Yorimar, Golem Ríša, Praha 1993, jako Richard D. Evans, román, pokračování románu Gooka a dračí lidé,
- Beta Draconis, Winston Smith, Praha 1993, soubor povídek, obsahuje Dračí vejce, Ona se vrátí… (Alena), Drana a Perx, Honzova první cesta, Druhá Honzova cesta, Světlé koridory a Případ společnosti Redsun,
- Conan a nesmrtelný, Klub Julese Vernea, Praha 1996, jako Richard D. Evans, román,
- Bokha-lú, Golem Ríša, Praha 1998, jako Richard D. Evans, román,
- Conan a skryté město, Klub Julese Vernea a Netopejr, Praha a Olomouc 1996, jako Richard D. Evans, román,
- Conan a jengirské slunce, Klub Julese Vernea, Praha 2000, jako Richard D. Evans, román,
- Conan a Tygří amulet, Klub Julese Vernea, Praha 2002, román,
- Charlungští bojoví obři, Ivo Železný, Praha 2002, pod pseudonymem Louis Richard, šedesátá část série Mark Stone, román,
- Mise na Šámatu, Ivo Železný, Praha 2003, šedesátá osmá část série Mark Stone, román,
- První mise, Ivo Železný, Praha 2005, sedmdesátá sedmá část série Mark Stone, román,
- Conan a meč Yggrest, Klub Julese Vernea, Praha 2006, román,
- Putování za jantarovým drakem, Straky na vrbě, Praha 2006, fantasy román napsaný na motivy české pověsti o rytíři Bruncvíkovi.
- Až peklo zamrzne, Triton, Praha 2007, román,
- Stryga, Klub Julese Vernea, Praha 2008, čtyři příběhy rytíře Bruncvíka,
- Pašeráci v oblacích, Triton, Praha 2008, šestnáctá část série Agent JFK, román,
- Conan a Srdce Pteionu, Klub Julese Vernea, Praha 2008, román,
- Peggy v nesnázích, Golem Ríša, Praha 2009, osmdesátá čtvrtá část série Mark Stone, román,
- Válka pašeráků, Triton, Praha 2010, dvacátá čtvrtá část série Agent JFK, román,
- Praha, Amfora, Sankt Petěrburg 2011, Kniha o Praze napsaná ve spolupráci s Michailem Achmanovem
- Valdštejnova éra, Zoner Press (nakladatelství), Brno 2012, druhá kniha série Kroniky karmínových kamenů
- Stříbrný paprsek, Fortuna Libri, Praha 2014, společně se Šárkou Pitákovou
- Hvězdní vandráci, Golem Ríša, Praha 2015
- Bruncvík a nagyery, Golem Ríša+Konektor XB-1, Praha 2016.
- Únos, Golem Ríša+Konektor XB-1, Praha 2018
- Stribur, Golem Ríša, Praha 2019
- Sofinka, děda a mluvící pes, (Golem Ríša+ časopis XB1, Praha 2019)
- Sebevražedná mise (Golem Ríša+ časopis XB-1, Praha 2022)
- Souboj vzucholodí, Triton, Praha 2023, čtyřicátá první část série Agent JFK, román,
- Grimoár, Golem Ríša+ časopis XB-1, Praha 2023
- Vyšehradský incident, Golem Ríša, Praha 2024

### Antologie povídek, jichž je Vlado Ríša editorem
- 2003: Česká fantasy, Mladá fronta, Praha 2003,
- 2005: Česká fantasy, Mladá fronta, Praha 2006,
- Sorry, vole, error, Mladá fronta, Praha 2007,
- Časovír, Mladá fronta, Praha 2008,
- Roboti a lidi, Mladá fronta, Praha 2009.
- Zabij/zachraň svého mimozemšťana, Mladá fronta Praha 2010.
- Mrtvý v parovodu, XB-1, Praha 2012.
- Zpěv kovových velryb, XB-1, Praha 2014.
- Bájná stvoření, Konektor XB1, Praha 2016.
- Space opera, Konektor XB1, Praha 2017
- Space opera 2018, Časopis XB-1, Praha 2018
- Krvavé Vánoce, Časopis XB-1 a Golem Ríša, 2021
- Andělé a démoni, Golem Ríša+ časopis XB-1, Praha 2023

### Překlady
- Eduard Gevorkjan - Pravidla hry bez pravidel, Sovětská literatura č.11, Praha 1984
- Sonáta hada, Lidové nakladatelství, Praha 1988, antologie ruských sci-fi povídek
- Dmitrij Bilenkin: Hodina relativity, Lidové nakladatelství, Praha 1989
- Olga Larionovová: Čakra kentaura, Golem Ríša, Praha 1991
- Alexandr Buškov: Rytířka Natal, Ikarie, Praha 1995
- Vasilij Golovačev: Běsova tvář, Triton, Praha 2004
- Vasilij Golovačev: Běsův brloh, Triton, Praha 2007
- Michail Achmanov: Náboje nikdy nedojdou, Klub Julese Vernea, Praha 2011
- Alexandr Buškov: Svarog - Létající ostrovy 1, Klub Julese Vernea, Praha 2011
- Alexandr Buškov: Svarog - Létající ostrovy 2, Klub Julese Vernea, Praha 2011
- Alexandr Buškov: Svarog - Rytíř přišlý z nicoty, Klub Julese Vernea, Praha 2011
- Божена Немцова: Волшебные сказки (Božena Němcová: Кouzlené pohádky) překlad do ruského jazyka, Качели, Ст. Петербург 2017